# Municipio de Kunze
El municipio de Kunze (en inglés: Kunze Township) es un municipio ubicado en el condado de Hettinger en el estado estadounidense de Dakota del Norte. En el año 2010 tenía una población de 51 habitantes y una densidad poblacional de 0,54 personas por km².

## Geografía
El municipio de Kunze se encuentra ubicado en las coordenadas 46°35′5″N 102°52′8″O / 46.58472, -102.86889. Según la Oficina del Censo de los Estados Unidos, el municipio tiene una superficie total de 94.42 km², de la cual 94,35 km² corresponden a tierra firme y (0,08 %) 0,07 km² es agua.

## Demografía
Según el censo de 2010, había 51 personas residiendo en el municipio de Kunze. La densidad de población era de 0,54 hab./km². De los 51 habitantes, el municipio de Kunze estaba compuesto por el 100 % blancos. Del total de la población el 0 % eran hispanos o latinos de cualquier raza.